# Vitvingad svala
Vitvingad svala (Tachycineta albiventer) är en fågel i familjen svalor inom ordningen tättingar.

## Utseende
Vtivingad svala har vit undersida och glansigt blågrön ovansida med stora vita vingfläckar som gett arten dess namn. I flykten syns också kluven stjärt och gnistrande vit övergump.

## Utbredning och systematik
Fågeln förekommer i Sydamerika från Guyana och Venezuela till sydöstra Brasilien och norra Argentina samt på Trinidad. Den behandlas som monotypisk, det vill säga att den inte delas in i några underarter.

## Levnadssätt
Vitvingad svala är en vanlig fågel i tropiska låglänta områden, där den vanligen födosöker lågt över vatten. Par eller grupper ses ofta sitta på exponerade grenar i floder och sjöar.

## Status
Arten har ett stort utbredningsområde och beståndet anses stabilt. Internationella naturvårdsunionen IUCN listar den därför som livskraftig (LC).

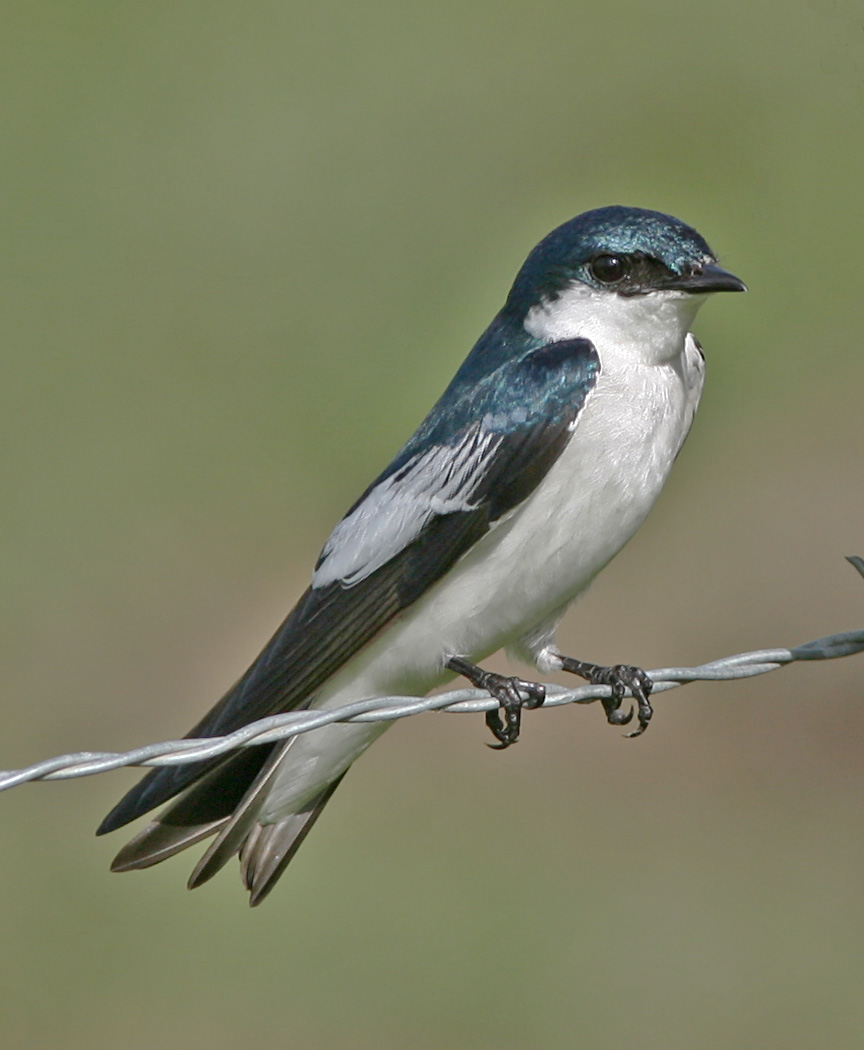
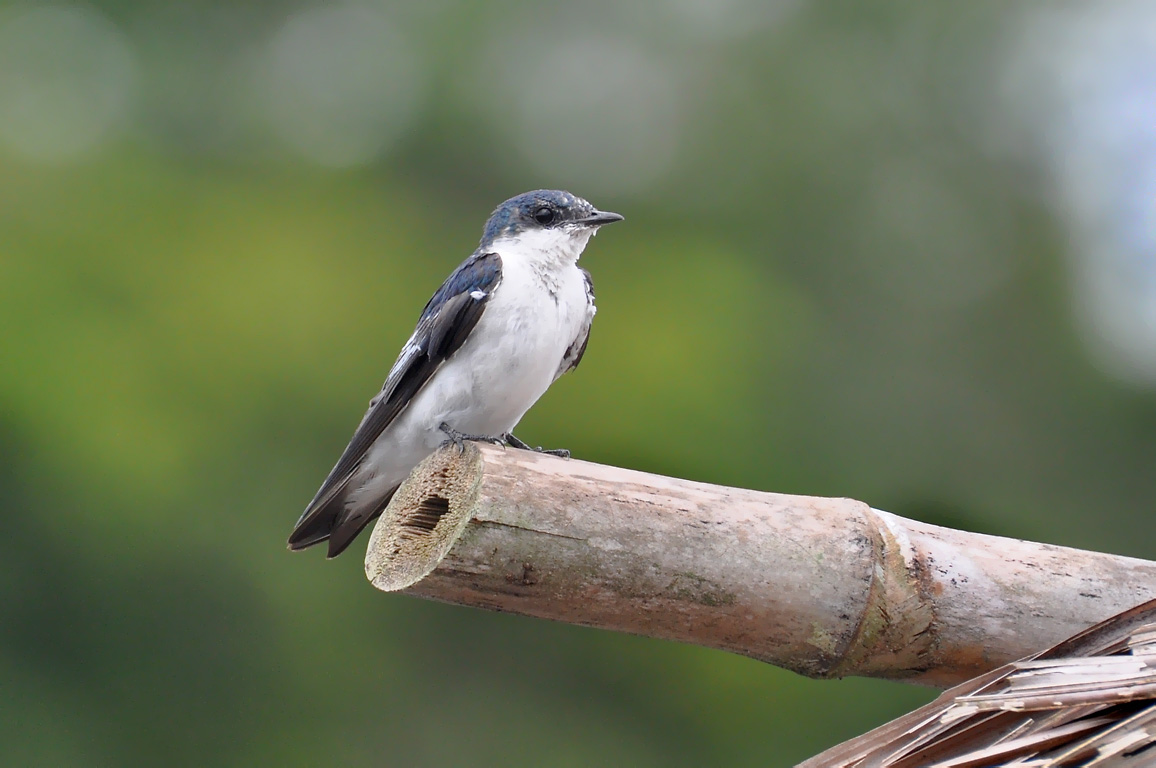